# متیو دنیس لوئیس
متیو دنیس لوئیس (انگلیسی: Matthew Dennis Lewis) بازیگر اهل ایالات متحده آمریکا است که در چند سریال تلویزیونی به‌همراه برادر دوقلویش راسل دنیس لوئیس ظاهر شده‌است.
از سریال‌هایی که وی در آنها بازی کرده‌است، می‌توان به بی‌خدا، نجیب‌زادگان، من شب هستم و گامبی وزیر اشاره کرد.